# Robert Meier
Robert Meier (10 de marzo de 1897 - 29 de enero de 2007) fue un veterano alemán de la Primera Guerra Mundial. Se convirtió en el hombre más anciano de Alemania en 2005, con 107 años.
En octubre del 2006, Rober conoció a Henry Allingham, el hombre más viejo de Inglaterra, nacido en 1895, y que también luchó en la Primera Guerra Mundial.
Tuvo una envidiable salud hasta los últimos meses de 2006, cuando su salud comenzó a empeorar. Fue hospitalizado unas semanas antes de morir, debido a una caída un día antes de Navidad. No consiguió recuperarse y murió a los 109 años.

## Curiosidades
- Siempre tuvo un humor y positivismo increíble.

- Datos: Q4411011